# Whitecourt-Krater
Koordinaten: 54° 0′ 0″ N, 115° 36′ 0″ W
Der Whitecourt-Krater ist ein Einschlagkrater in der kanadischen
Provinz Alberta. Er befindet sich etwa 10 km südöstlich der Stadt Whitecourt im Woodlands County.
Der Krater hat einen Durchmesser von ungefähr 36 m und ist 9 m tief. Sein Alter wird auf zwischen 1080 und 1130 Jahre geschätzt, denn die Fragmente des Meteoriten liegen oberhalb einer Kohlenstoffschicht, die von einem Waldbrand vor etwa 1100 Jahren stammt.